# Polioptila
Polioptila is een geslacht van kleine zangvogels uit de familie muggenvangers (Polioptilidae). Het geslacht telt 18 soorten.

## Soorten
- Polioptila albiloris  – Witteugelmuggenvanger
- Polioptila albiventris  – Yucatánmuggenvanger
- Polioptila attenboroughi  – Inambarimuggenvanger
- Polioptila bilineata  – Witbrauwmuggenvanger
- Polioptila caerulea  – Blauwgrijze muggenvanger
- Polioptila californica  – Californische muggenvanger
- Polioptila clementsi  – Iquitosmuggenvanger
- Polioptila dumicola  – Maskermuggenvanger
- Polioptila facilis  – Rio-Negromuggenvanger
- Polioptila guianensis  – Guyanamuggenvanger
- Polioptila lactea  – Crèmebuikmuggenvanger
- Polioptila lembeyei  – Cubaanse muggenvanger
- Polioptila maior  – Marañónmuggenvanger
- Polioptila melanura  – Zwartstaartmuggenvanger
- Polioptila nigriceps  – Zwartkapmuggenvanger
- Polioptila paraensis  – Parámuggenvanger
- Polioptila plumbea  – Amazonemuggenvanger
- Polioptila schistaceigula  – Grijskeelmuggenvanger